# Statue de Notre-Dame-des-Neiges (Gavarnie)
La statue de Notre-Dame-des-Neiges est une statue de Firmin Michelet représentant Notre-Dame des Neiges située sur la commune de Gavarnie-Gèdre, dans le département français des Hautes-Pyrénées.

## Historique
En 1925, une souscription est lancée pour l'érection d'un monument sur le piton rocheux du Turon de Holle à Gavarnie, à l'entrée de la vallée des Espécières à 1 519 m d'altitude.
En 1927, la statue de Notre-Dame-Des-Neiges, œuvre du sculpteur tarbais Firmin Michelet qui représente une vierge à l'enfant, est acheminée par 50 volontaires, en plusieurs morceaux. Les cinq morceaux constituant la statue seront assemblés sur place et l'inauguration du monument aura lieu la même année.

## Description
La Vierge est représentée debout, le visage levée vers l'Enfant Jésus qu'elle tient bien exposé à la vue dans ses bras levés soutenu à la verticale, à la hauteur de la poitrine.
La Vierge porte une tunique serrée à la taille par une ceinture et un long voile attaché à ses mains, qui cache en partie ses cheveux. Elle est coiffée du capulet bigourdan, aussi nommé "capuchou".
L'enfant a les cheveux bouclés mi-longs, il est vêtu d'une tunique et d'un mantelet retenu sous le cou, le visage souriant.
La statue repose sur la chapelle Notre-Dame des Neiges inaugurée le 11 août 1927 selon le projet de Bertrand-Gabriel Andral dit aussi Gabriel Andral, architecte des Monuments Historiques à Pau. Au-dessus d'un soubassement d'environ 7 mètres de largeur sur 7 mètres de profondeur, se tient la petite chapelle-oratoire de plan carré de 4 mètres sur 4 mètres environ, d'une hauteur de 4 mètres.

## Galerie

Sélection de vues de la statue.
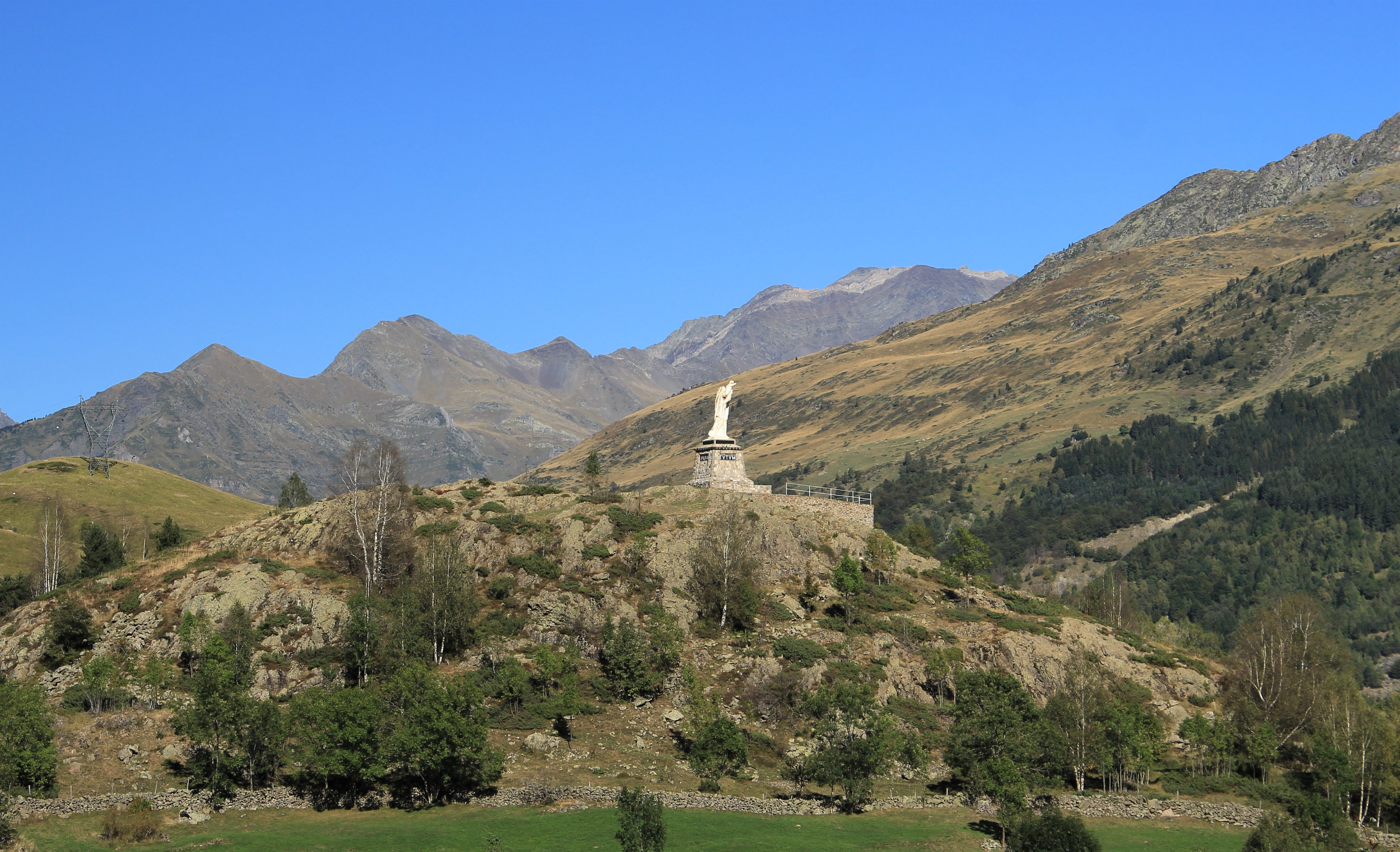
La colline de Turon de Hole.
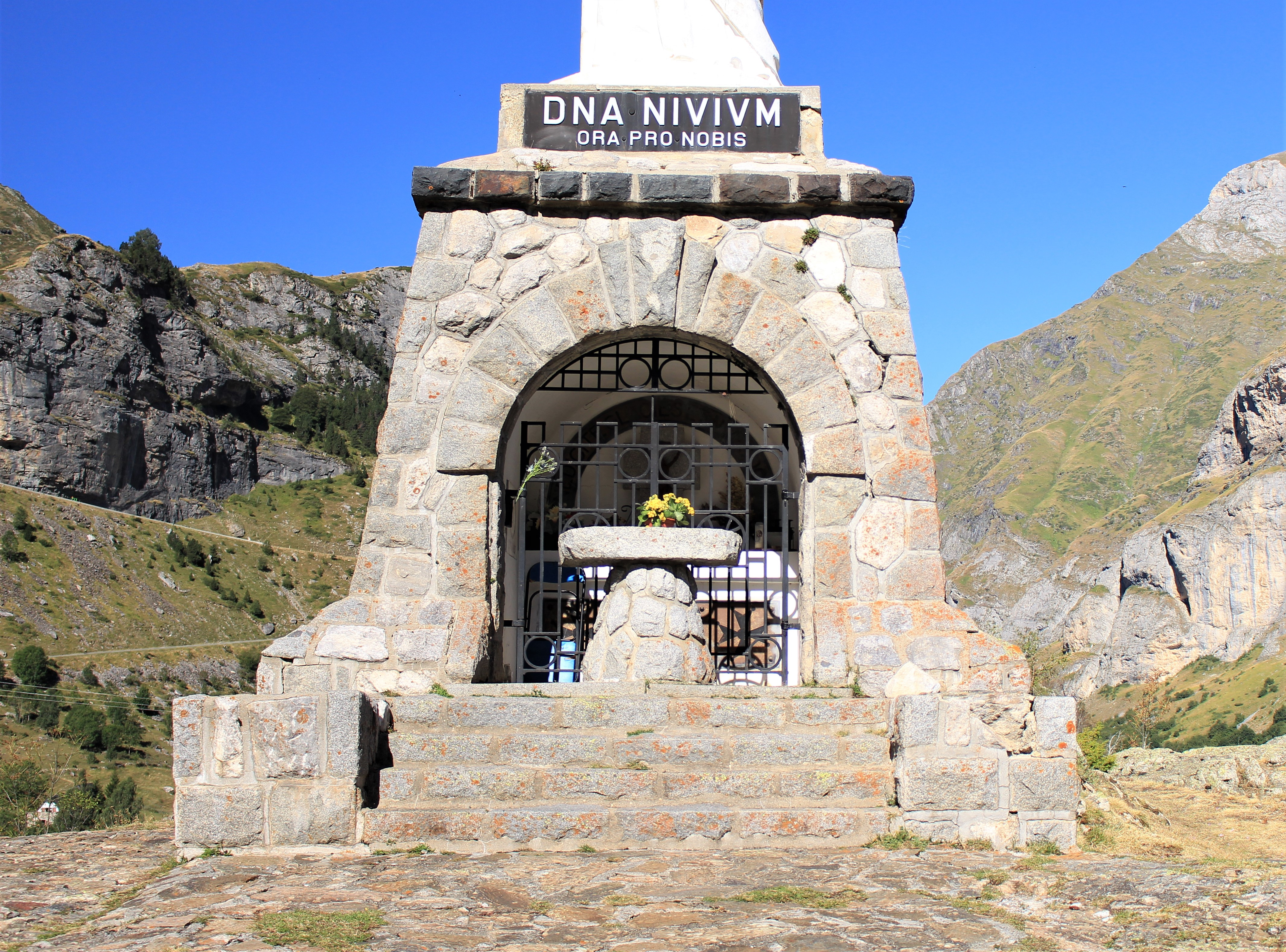
Le piédestal.
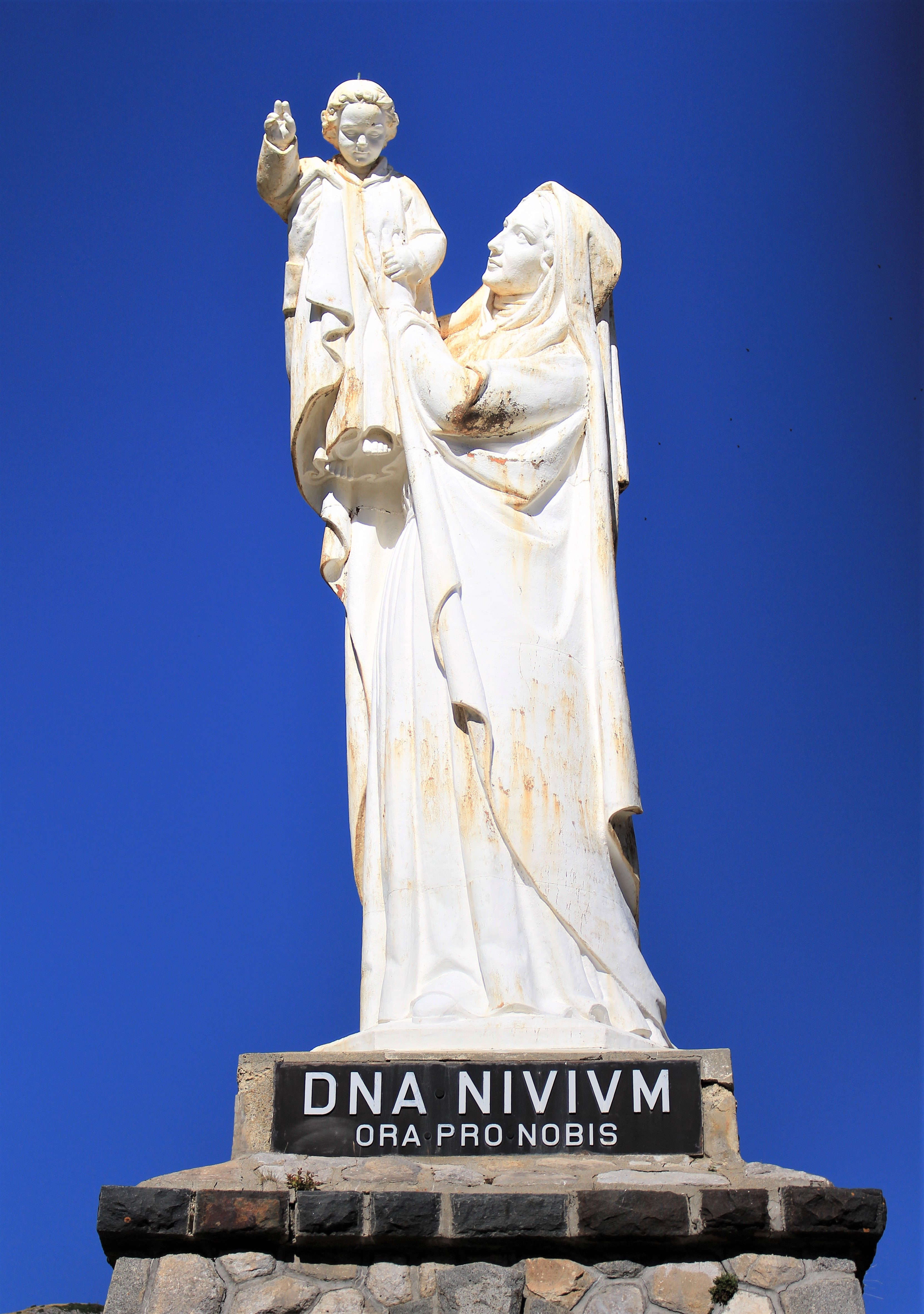
La vierge.